# Xã Marshall, Quận Mower, Minnesota
Xã Marshall (tiếng Anh: Marshall Township) là một xã thuộc quận Mower, tiểu bang Minnesota, Hoa Kỳ. Năm 2010, dân số của xã này là 361 người.